# Kim Hyeon-woo
Kim Hyeon-woo (em coreano:  김현우; Wonju, 6 de novembro de 1988) é um lutador de estilo greco-romana sul-coreano, campeão olímpico.

## Carreira
Em Londres 2012, Kim conquistou a medalha de ouro na categoria até 66 kg. Competiu na Rio 2016, na qual conquistou a medalha de bronze, na categoria até 75 kg.